# Andrej Kroen
Andrej Kroen, tudi Hren, * 1562, † 1645, ljubljanski župan v 16. stoletju.
Andrej Hren je bil sin ljubljanskega župana Lenarda Hrena in mlajši brat škofa Tomaža Hrena. Župan je bil v letih 1599, 1602 in 1603.